# Catocala prolifica
Catocala prolifica är en fjärilsart som beskrevs av Walker 1857. Catocala prolifica ingår i släktet Catocala och familjen nattflyn. Inga underarter finns listade i Catalogue of Life.